# Gollania splendens
Gollania splendens là một loài Rêu trong họ Hypnaceae. Loài này được (Broth. ex Iisiba) Nog. mô tả khoa học đầu tiên năm 1955.